# Batoka (cratera)
Batoka é uma cratera marciana. Tem como característica 15.5 quilômetros de diâmetro. Deve o seu nome a Batoka, uma localidade na Zâmbia.